# JKP GRAS サラエヴォ

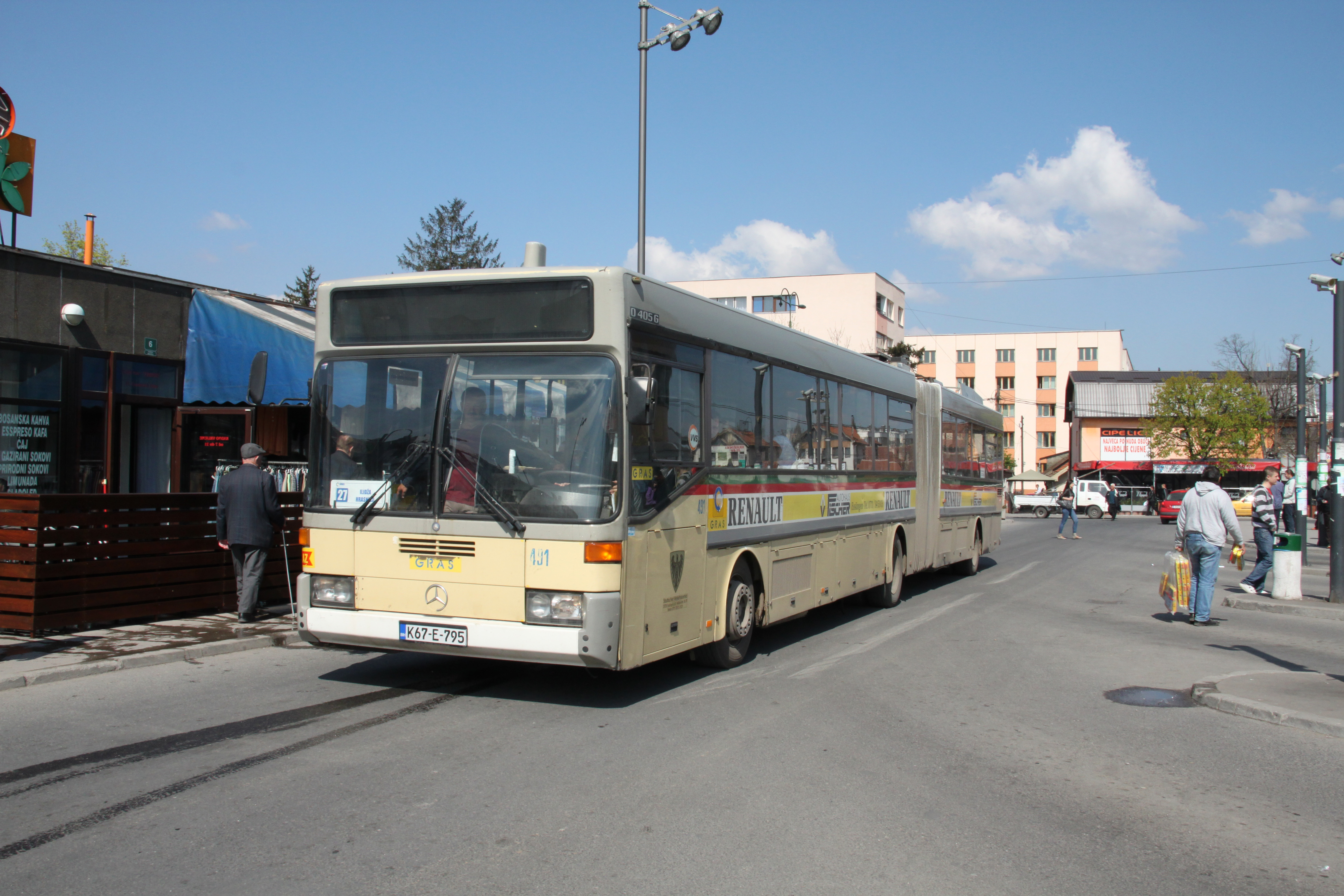
タイプO 405 GTDエスリンガーのディーゼルバス。以前はトロリーバスと通常のバスのデュアルモードで使われていた。

JKP GRAS サラエヴォ (Javno Komunalno Preduzeće – Gradski Saobraćaj Sarajevo, 訳語:サラエボ市内交通公共事業会社) は、ボスニア・ヘルツェゴビナの首都サラエヴォの市内交通企業である。サラエヴォトラム、サラエヴォトロリーバス、各種バス路線を運営している。設立は 1953年である(Generalnog sistema povlastica [GSP])。

## バス
同社は、バスとミニバスで、 約80のバス路線を運営している。以前、ルカビツァやトルノヴォなどのスルプスカ共和国の南部と東部、郊外に接続するメジュエンティテツケ・リニエ (međuentitetskelinije) があった。